# Тауберт, Пауль Герман Вильгельм
Пауль Герман Вильгельм Тауберт (нем. Paul Hermann Wilhelm Taubert, 1862 — 1897) — немецкий ботаник. 

## Биография
Пауль Герман Вильгельм Тауберт родился в 1862 году.
Он внёс значительный вклад в ботанику, описав множество видов растений.
В 1891 году Тауберт опубликовал работу Leguminosae. 
В течение жизни он был в Мальте и в Бразилии.
Пауль Герман Вильгельм Тауберт умер в 1897 году.

## Научная деятельность
Пауль Герман Вильгельм Тауберт специализировался на папоротниковидных и семенных растениях.

## Публикации
- 1891. Leguminosae en Engelmann (ed.): Natürliche Pflanzenfamilien. Vol. III, 3.